# Комбу
Комбу (яп. 昆布) (встречается неверная транслитерация с английского «конбу»), по-корейски тасима (кор. 다시마), по-китайски кит. трад. 海帶, упр. 海带, пиньинь hǎidài, палл. хайдай, — съедобная ламинариевая водоросль, распространённая в Юго-Восточной Азии.

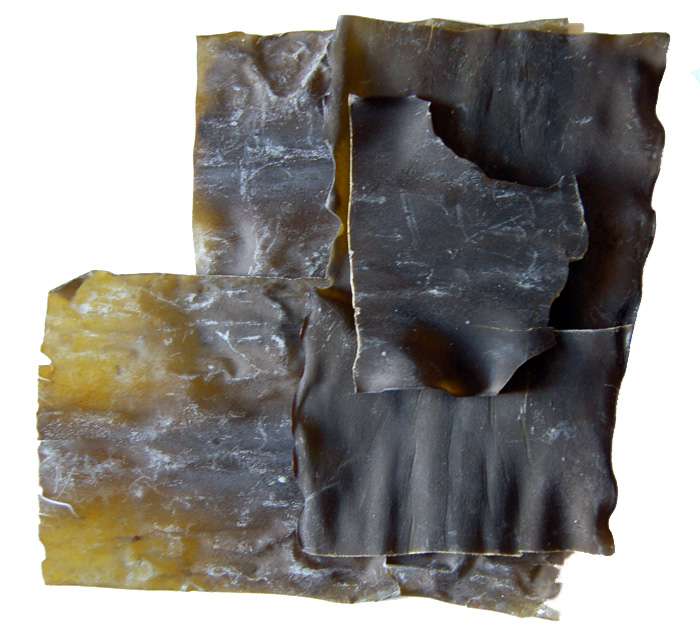
Сушёный комбу

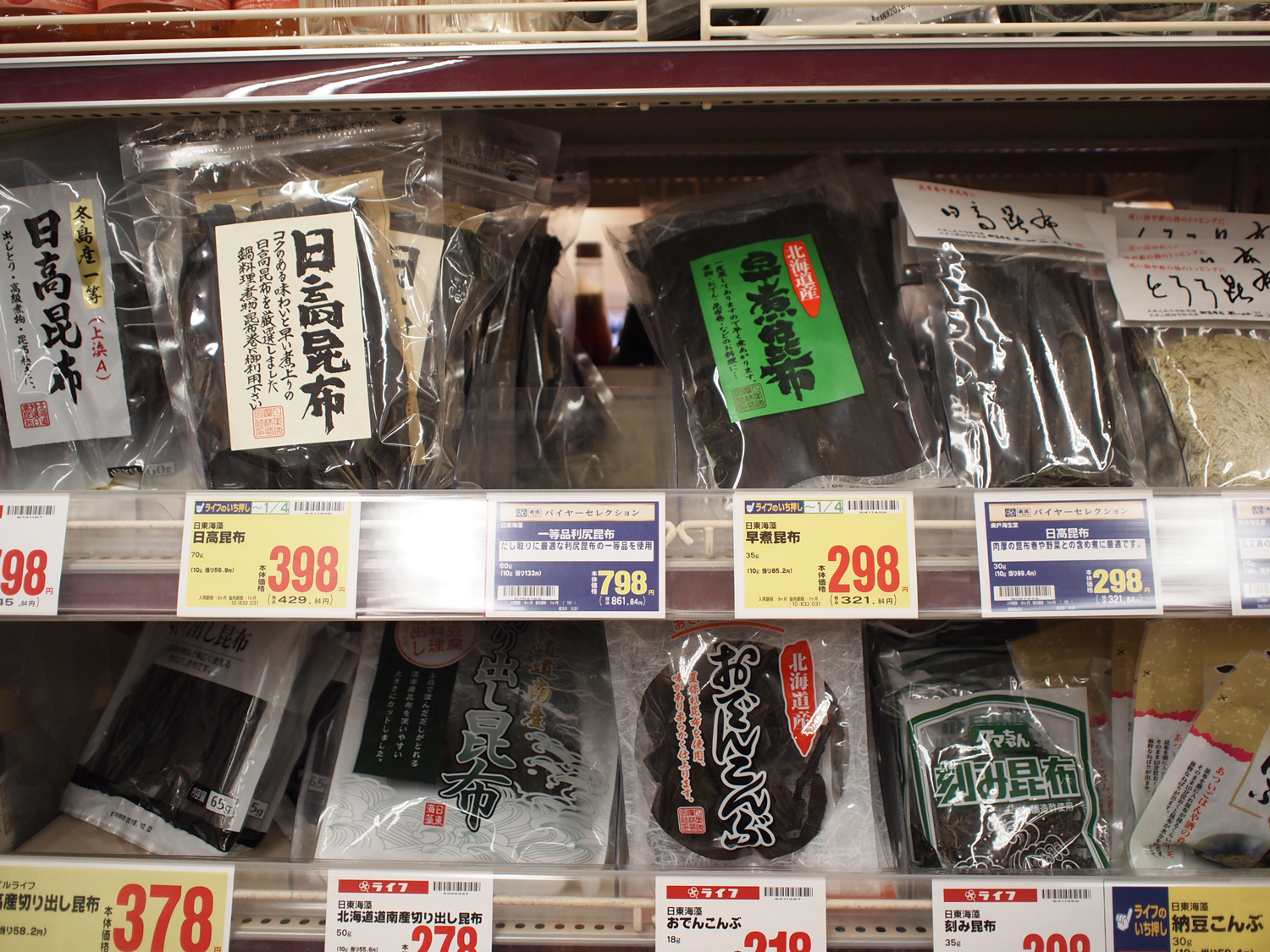
Сушёный комбу продаётся в японском супермаркете

Большинство водорослей, которые называют «комбу», принадлежат виду Сахарина японская (Saccharina japonica) (Laminaria japonica), обильно культивируемая в морях Японии и Кореи. Более 90 % японской комбу культивируется в основном на Хоккайдо, хотя во Внутреннем Японском море есть несколько крупных ферм.

## История
Самое раннее упоминание комбу относится к Нихон сёки (797 года) — комбу была приподнесена в дар и в качестве дани от региона Тохоку. Считается, что комбу едят с гораздо более раннего времени, возможно начиная с периода Дзёмон, однако комбу полностью разлагается, поэтому при археологических раскопках её не находят. В период Муромати был изобретён новый способ сушки, который позволил хранить комбу более трёх дней. Комбу становится важным пунктом экспорта из Тохоку. К периоду Эдо, когда Хоккайдо был колонизирован, и от него были проложены торговые пути, комбу стал популярен по всей Японии. С периода Эдо комбу распространилась на Окинаву, и в окинавской кухне эти водоросли занимают важное место. Более того, на Окинаве потребляют больше всего комбу в Японии. В XX веке был изобретён способ культивации комбу, она подешевела и стала доступной всем желающим.
В 1867 году слово «комбу» появилось в англоязычной публикации: «A Japanese and English Dictionary», Джеймса Хэпбёрна.
С 1960-х годов комбу стали экспортировать во многие страны мира.

## Блюда с комбу

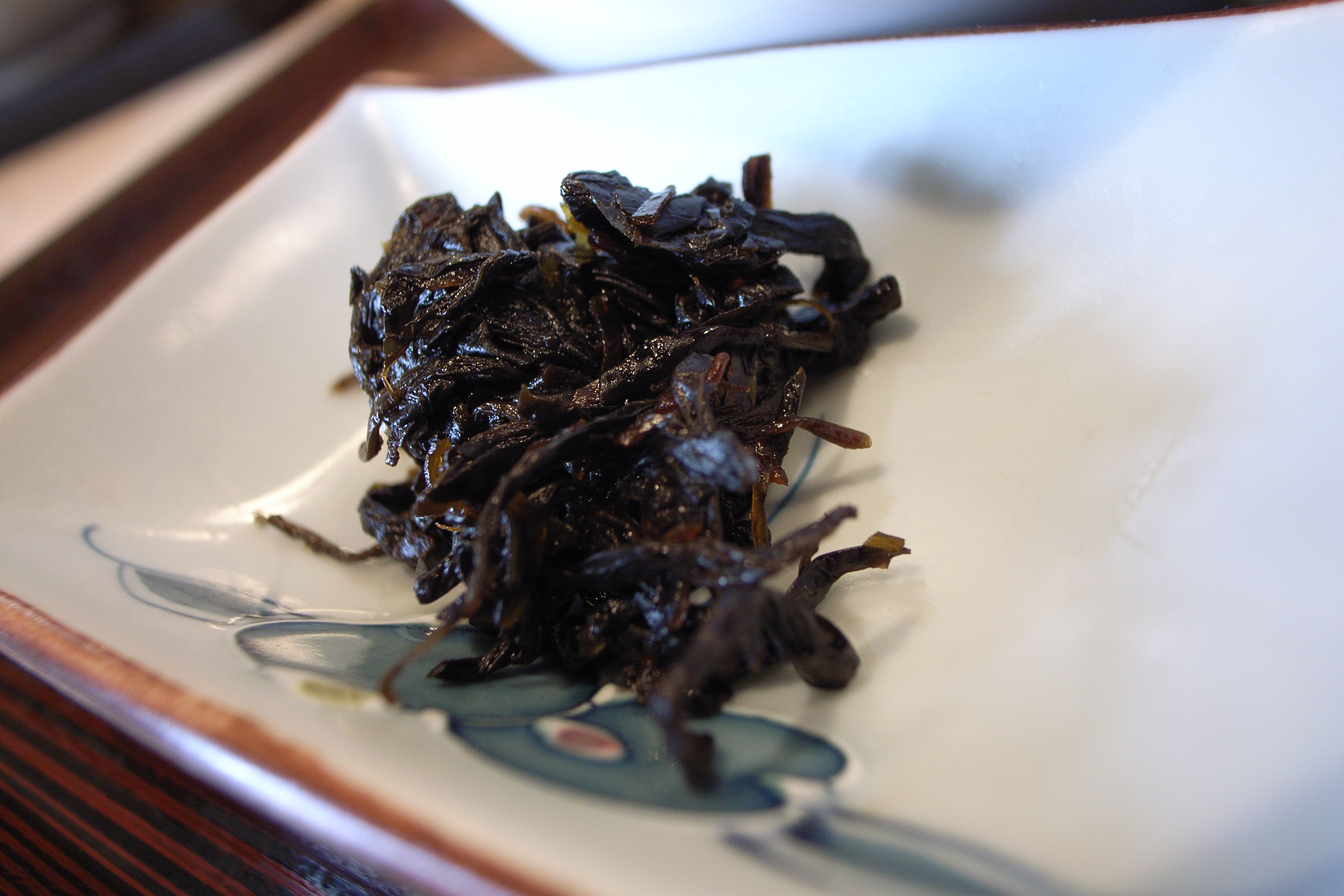
Цукудани из комбу

Комбу — популярный ингредиент многих японских блюд. С ним готовят даси. Комбу продают сушёной (яп. 出し昆布 даси комбу, комбу для даси), маринованной в уксусе (яп. 酢昆布 су комбу, комбу с уксусом), сушёной стружкой (яп. 朧昆布 оборо комбу), а также свежей, в сасими. Комбу-даси иногда перемалывают в порошок перед приготовлением даси. Другой метод — размягчение полосок комбу в горячей воде. Если мягкие полоски прокипятить в соевом соусе с добавлением мирина, получится «цукудани».
Комбу, нарезанную полосками 5—6-сантиметровой длины и двухсантиметровой ширины, также маринуют в кисло-сладком маринаде, а затем едят как закуску к зелёному чаю.
Комбу добавляют в блюда с бобами, чтобы повысить их питательную ценность и усвояемость.
Комбутя (яп. 昆布茶, чай из комбу) — напиток из пудры комбу. Словом «комбутя» в России также называют напиток чайного гриба, по-японски он называется котя киноко (яп. 紅茶キノコ ко:тя киноко).
Комбу приправляют рис для суши.

## Пищевая ценность
Комбу — источник глутаминовой кислоты, аминокислоты, ответственной за один из пяти основных вкусов — «умами» (добавлен к солёному, сладкому, кислому и горькому в 1908). Кроме комбу, этот вкус даёт глутамат натрия, популярный усилитель вкуса.
Комбу содержит йод, необходимый человеку для нормального развития. Однако высокое содержание йода критиковалось за отрицательное влияние на щитовидную железу.
В комбу много пищевых волокон.

## Виды комбу
- Карафуто-комбу (Saccharina latissima), содержит маннит и считается более сладким
- Ма-комбу (Saccharina japonica)
- Мицуси-комбу или даси-комбу (Laminaria angustata), чаще всего используется для приготовления даси
- Нага-комбу (Laminaria longissima)
- Рисири-комбу (Laminaria ochotensis)

## Галерея

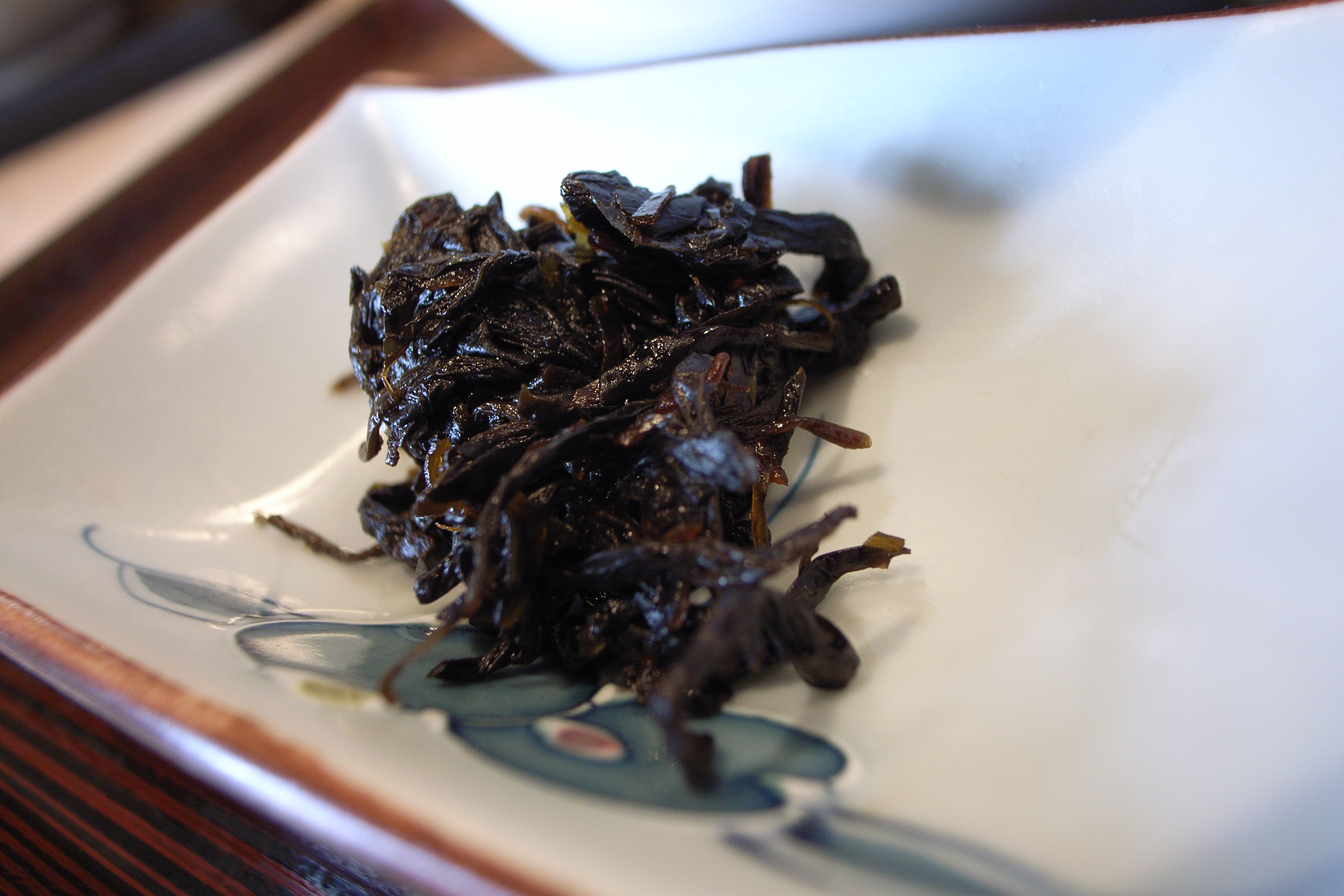
Блюдо цукудани, сделанное из комбу
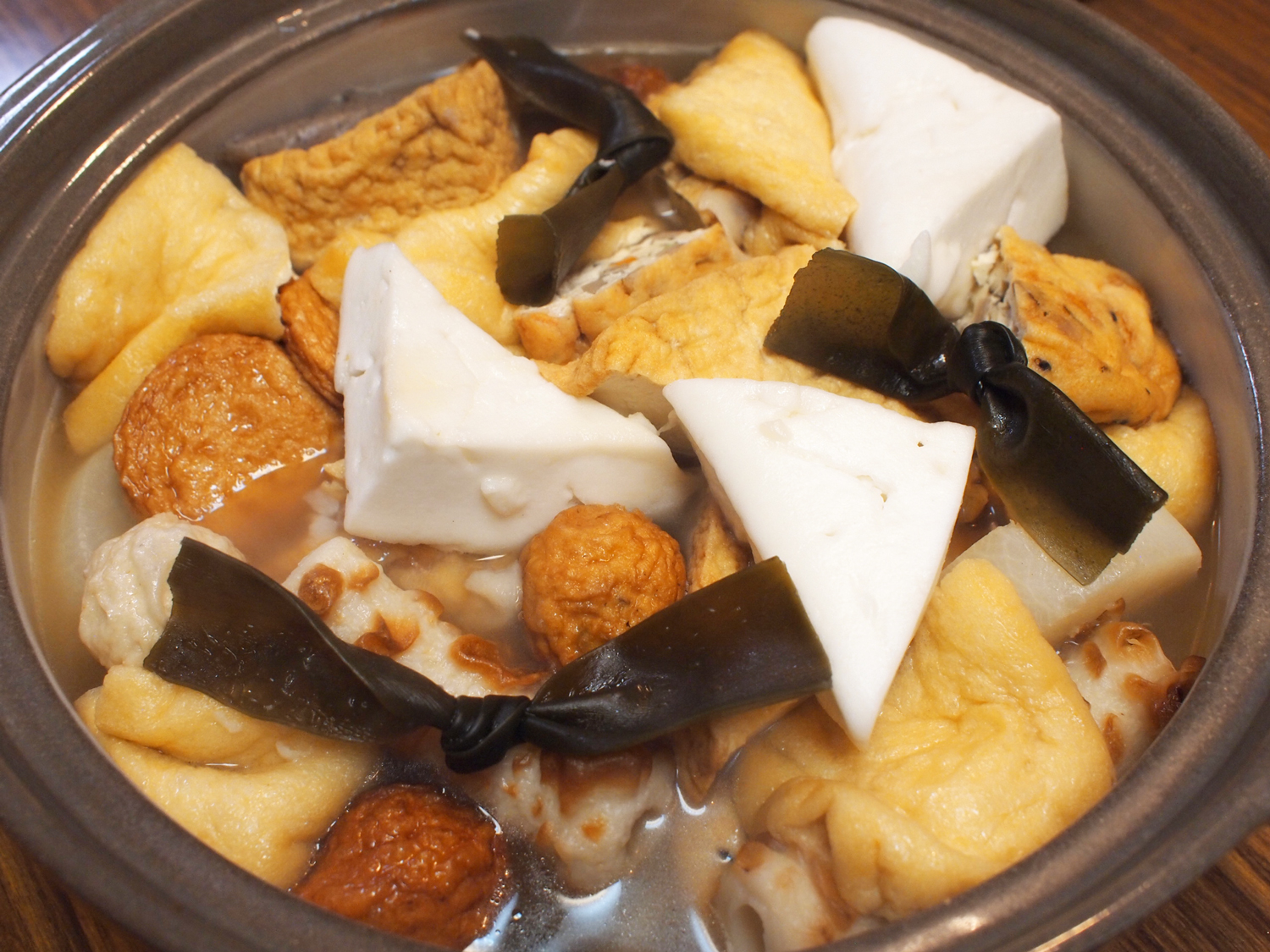
Комбу в одэне
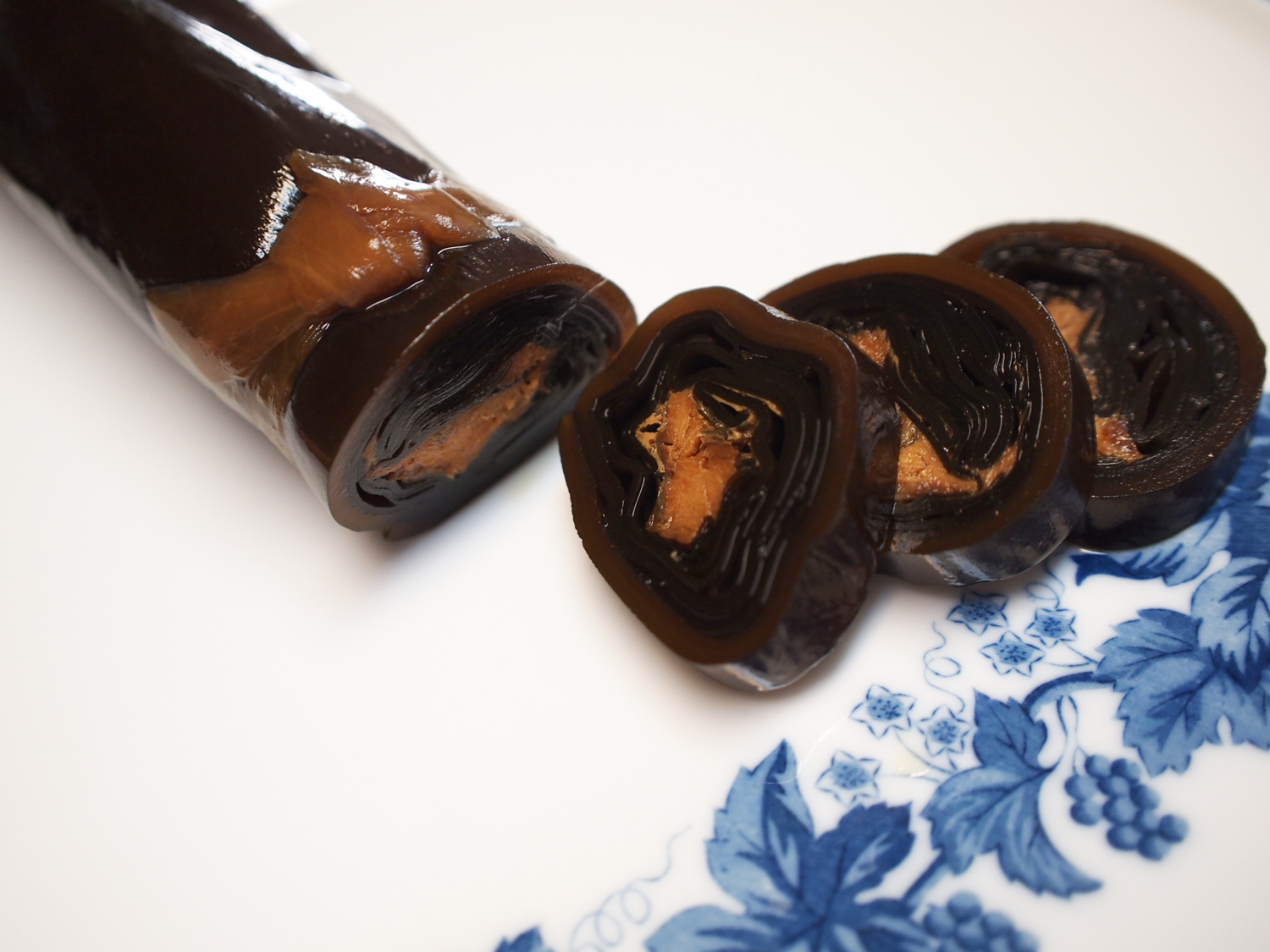
Кобумаки[англ.], ролл из комбу. Обычно внутри него находится рыба.
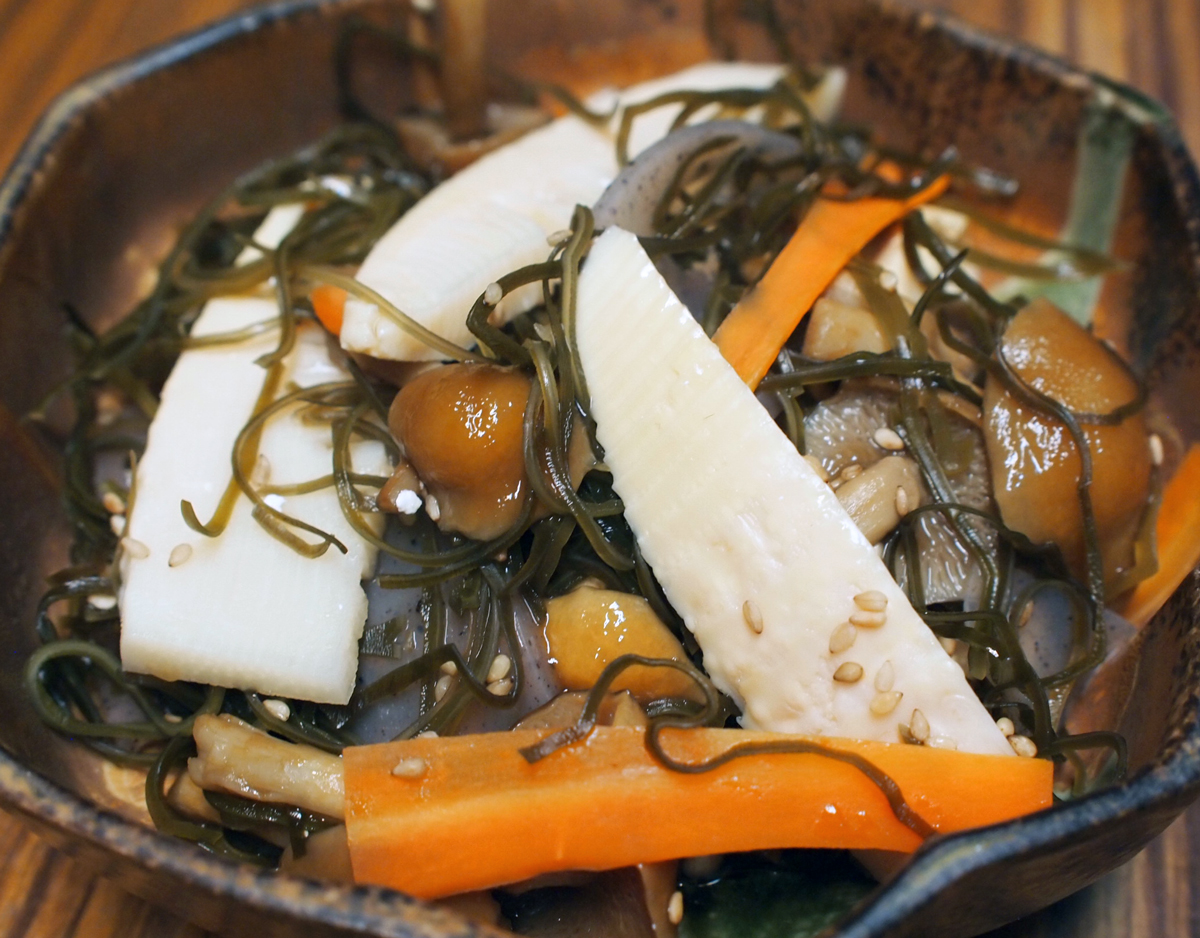
Нимоно[англ.] с комбу.